# Бродяга (филм, 1951)
„Бродяга“ (на хинди: आवारा), е индийски музикален драматичен филм на хинди от 1951 година, режисиран от Радж Капур, един от най-известните индийски режисьори и актьори. Филмът е продуциран от собствената му продуцентска компания RK Films и включва звезден актьорски състав, включително самия Капур, Наргис, Притвирадж Капур, К. Н. Сингх, Лийла Читнис.
Извън пределите на Индия филмът е разпространяван под романизираното си название „Awaara“, изписвано също и като „Āvārā“. В някои страни е разпространяван с английското име The Vagabond. В Съветския съюз и България филмът е прожектиран през 1954 г. под името „Бродяга“.

## Сюжет
Действието на филма се развива в Индия, непосредствено след обявяването на независимостта на страната. „Бродяга“ разказва историята на Раджу (в ролята Радж Капур), млад мъж от бедно семейство, който се влюбва в богатото момиче Рита (в ролята Наргис). Любовта им обаче се усложнява от факта, че бащата на Раджу (в ролята Притвирадж Капур), уважаван съдия, е обвинен в престъпление, което не е извършил. Раджу е принуден да стане крадец, за да издържа семейството си, докато търси начин да реабилитира името на баща си.
Сюжетът изследва темите за любовта и предателството, социалното неравенство и борбата за справедливост в бързо променящото се пост-колониално индийско общество. Филмът разглежда сложните взаимоотношения между родители и деца и предизвикателствата, пред които са изправени родените в бедност в една страна, която все още се бори с кастовата система и наследството на колониализма.

## Продукция
„Бродяга“ има значителен търговски успех след излизането си на екраните в Индия, Източна Азия и Европа и е считан за един от най-великите индийски филми на всички времена. Той е и един от първите индийски филми, получили широко международно разпространение, както и значимо чуждо признание, вкл. чрез номинацията си за голямата награда на филмовия фестивал в Кан през 1953 г.
Революционното използване на песни и танци за предаване на чувствата и мислите на героите, както и за поетапно разгръщане на сюжета оказва силно влияние върху развитието на индийското кино, а неговите емблематични песни, включително „Awaara Hoon“ и „Ghar Aaya Mera Pardesi“, са изпълнявани и аранжирани многократно през годините.
Визуалният стил на филма, който съчетава елементи от традиционното индийско песенно и танцово изкуство със западни филмови похвати, оказва значително влияние върху развитието на индийската кинематография. Темите, героите и идеите, използването при създаването на „Бродяга“ са приети радушно, както от критиката, така и от публиката и филмът продължава да се счита за класика на индийското кино повече от 70 години след първоначалното му излизане на екран.
Освен кинематографическите си достойнства, филмът „Бродяга“ се отличава и със своето силно социално-политическо въздействие. Изобразяването на бедността и социалното неравенство във филма е живо, натуралистично и въздействащо, а посланието му за промяна на социалния ред и изграждане на по-справедливо общество вдъхновява публиката по целия свят.
„Бродяга“ се излъчва при пълни зали и с огромен успех, както на Запад, така и на Изток. В Съветския съюз, България и цяла Източна Европа филмът става емблематичен за индийско кино изобщо, а имената на актьорите все още се помнят и споменават с уважение от по-старото поколение.

## Награди и номинации
- Номинация за голямата награда на Международния кинофестивал в Кан през 1953 година.[2]